# Dithiopyr
Dithiopyr ist eine chemische Verbindung aus der Gruppe der Pyridine und ein von Monsanto Ende der 1980er Jahre entwickeltes Herbizid.

## Gewinnung und Darstellung
Dithiopyr kann durch eine mehrstufige Reaktion ausgehend von Ethyltrifluoracetoacetat und Isovaleraldehyd gewonnen werden.

## Verwendung
Dithiopyr wirkt als Mikrotubuli-Hemmer und wird als selektives Herbizid gegen Ungräser und breitblättrige Unkräuter in Rasen und Ziergehölzen eingesetzt.

## Zulassung
In den Staaten der EU und in der Schweiz sind keine Pflanzenschutzmittel mit diesem Wirkstoff zugelassen.